# Bennie Muller
Bernardus „Bennie“ Muller (* 14. August 1938 in Amsterdam; † 17. Januar 2024) war ein niederländischer Fußballspieler.

## Karriere

### Vereine
Muller begann beim TDW Centrum Amsterdam mit dem Fußballspielen und wechselte später in die Jugendakademie von Ajax Amsterdam. Dem Jugendalter entwachsen, rückte er 1957 in die Erste Mannschaft auf und kam für diese am 5. Januar 1958 (18. Spieltag) bei der 0:3-Niederlage im Auswärtsspiel gegen den MVV Maastricht erstmals im Seniorenbereich und in der Eredivisie, der höchsten Spielklasse im niederländischen Fußball, zum Spieleinsatz. In seiner Premierensaison zunächst in elf Punktspielen berücksichtigt, kam er in der Folgesaison in 29 von 34 Punktspielen zum Einsatz, wobei ihm am 22. März 1959 (26. Spieltag) beim 9:2-Sieg im Auswärtsspiel gegen den Liganeuling SHS Den Haag mit dem 1:0-Führungstor in der zehnten Minute, und am 5. April 1959 (28. Spieltag) beim 5:0-Sieg im Auswärtsspiel gegen Feijenoord Rotterdam mit dem Treffer zum 3:0 in der 59. Minute, seine ersten beiden Tore gelangen. Mit seinem letzten Pflichtspiel für Ajax Amsterdam am 3. Mai 1970 (30. Spieltag) beim 1:1-Unentschieden im Auswärtsspiel gegen NAC Breda, wurde er in insgesamt 341 Punktspielen eingesetzt, in denen er 31 Tore erzielte und in 36 nationalen Pokalspielen, in denen er zwei Tore erzielte; er gewann fünfmal die Meisterschaft und dreimal den nationalen Vereinspokal, wobei er sowohl am 14. Juni 1961, als auch am 7. Juni 1967 im Finale beim 3:0 und 2:1 n. V. jeweils gegen NAC Breda mitwirkte. 
International bestritt er bei vier Teilnahmen am Wettbewerb um den Europapokal der Landesmeister 20 Spiele, wobei er seine ersten beiden gegen den norwegischen Meister Fredrikstad FK am 31. August 1960 bei der 3:4-Hinspielniederlage und am 7. September 1960 beim torlosen Remis im Rückspiel bestritt. Seine einzigen beiden Tore in diesem Wettbewerb gelangen ihm gegen zwei türkische Vereine; beim 2:0-Erstrundensieg am 28. September 1966 im Hinspiel gegen Beşiktaş Istanbul mit dem Treffer zum Endstand in der 86. Minute und beim 2:0-Zweitrundensieg am 13. November 1968 im Hinspiel gegen Fenerbahçe Istanbul mit dem Treffer zum Endstand in der 76. Minute. Das Finale, das er und seine Mannschaft am 28. Mai 1969 im Estadio Santiago Bernabéu gegen den AC Mailand bestritt, wurde mit 1:4 verloren.
Im Wettbewerb um den Europapokal der Pokalsieger bestritt er einzig die beiden Zweitrundenspiele gegen Újpesti Dózsa SC Budapest. Im Wettbewerb um den Messestädte-Pokal, dem Vorgängerwettbewerb um den UEFA-Pokal, bestritt er 1969/70 vier Spiele; die beiden Erstrundenspiele gegen Hannover 96 und die beiden Drittrundenspiele gegen den SSC Neapel.
Mit Ajax Amsterdam gewann er ferner das Finale des Premierenwettbewerbs um den International Football Cup, auch als Rappan-Pokal bekannt. Bei drei Teilnahmen wurde er in insgesamt 19 Spielen eingesetzt, sowie in vier des Nachfolgerwettbewerbs um den UEFA-Pokal 1969/70.
Nach seiner sportlich erfolgreichen Zeit mit Ajax Amsterdam, spielte er noch jeweils eine Saison lang für zwei weitere Vereine aus Amsterdam: 1970/71 für den Erstligisten Holland Sport Den Haag 24 Punkt- und zwei Pokalspiele und 1971/72 für den Zweitligisten Blauw Wit Amsterdam 22 Punkt- und ein Pokalspiel.

### Nationalmannschaft
Für die A-Nationalmannschaft bestritt er 43 Länderspiele und debütierte am 3. April 1960 im Olympiastadion Amsterdam beim 4:2-Sieg über die Nationalmannschaft Bulgariens. Gegen diese Nationalmannschaft bestritt er am 27. Oktober 1968 in Sofia bei der 0:2-Niederlage im zweiten Spiel der WM-Qualifikationsgruppe 8 sein letztes Länderspiel. Dazwischen hatte er jeweils sechs weitere WM- und EM-Qualifikationsspiele, sowie 29 in Freundschaft ausgetragenen Länderspiele bestritten. Sein erstes von zwei Länderspieltoren erzielte er am 24. Mai 1964 in Rotterdam beim 2:0-Sieg über die Nationalmannschaft Albaniens im ersten Spiel der WM-Qualifikationsgruppe 5 mit dem Treffer zum Endstand in der 52. Minute.
Muller starb im Januar 2024 im Alter von 85 Jahren.

## Erfolge
- Finalist Europapokal der Landesmeister 1969
- IFC-Sieger 1962
- Niederländischer Meister 1960, 1966, 1967, 1968, 1970
- KNVB-Pokal-Sieger 1961, 1967, 1970